# Data broker
Um data broker é uma entidade que se dedica a compilar e a vender informação de consumidores na Internet, vendendo essa informação a outras organizações.

## Como é obtida essa informação?
A vida digital passou a fazer parte integrante da maior parte da sociedade actual, pois hoje em dia a maioria da população tem e-mail, faz compras online e usa smartphone. Ao abrir uma página da internet, e de forma impercetível, os consumidores estão a ser monitorizados nas suas pesquisas, preferências, gostos, etc. O contacto permanente com a internet permite aos donos dos sites e redes sociais a constante monitorização dos seus utilizadores, acedendo assim o a informações pessoais como idade, género, preferências e gostos pessoais, informação essa que é transposta de forma “silenciosa” para os detentores das páginas, podendo posteriormente ser segmentada e vendida a interessados em publicidade.

## Exemplos de data brokers
A Acxion vende pacotes de dados de  clientes devidamente segmentada por: seguros, serviços bancários, jogos, viagens, presença de crianças em casa. Tudo devidamente organizado e pronto a integrar uma qualquer campanha publicitária.
A Towerdata (anteriormente designada de RapLeaf) é especializada em vender pacotes de dados de e-mail de clientes. Através de uma base de dados de e-mail's, e recorrendo às redes sociais, disponibiliza nome, género, localidade de residência, etc. Em 2010 o Facebook proibiu esta empresa de recolher dados desde o seu site.
Introduzindo a informação conhecida sobre uma determinada pessoa, a PrivateEye devolve toda a informação possível, nomeadamente local de residência, casamentos e divórcios, problemas com a justiça, entre outros.

## Serviços
A mediação de informações é descrita como "um negócio de compra e venda de informações como mercadoria". Corretores de informações foram definidos pela Comissão Federal de Comércio (EUA) como “empresas que coletam informações, incluindo dados pessoais dos consumidores, de diversas fontes com o propósito de revender essas informações a seus clientes para várias finalidades, incluindo verificação de identidade, diferenciação de registros, marketing de produtos e prevenção de fraudes financeiras”. A Gartner define um corretor de informações como “um negócio que coleta informações de várias fontes; processa-as para enriquecimento, limpeza ou análise; e as licencia para outras organizações”. Afirma-se que os dados “são licenciados para uso específico ou limitado”, e não vendidos ao cliente.
Corretores de informações (IB) coletam e comparam dados sobre muitos tópicos, desde as atividades diárias de uma pessoa até dados mais especializados, como registro de produtos, patentes e dados sobre direitos autorais, principalmente de fontes publicamente disponíveis, geralmente obtidos de bases de dados online. Eles também podem oferecer vários outros serviços, como análise de dados e elaboração de relatórios; criação de bancos de dados para clientes; ou atualização dos clientes quando surgem novas informações sobre um determinado tema ou pessoa. Os clientes usam corretores de dados para economizar tempo e dinheiro, já que os corretores são treinados nas habilidades necessárias para buscar essas informações de forma eficaz e eficiente. Em um mercado onde o uso de dados é um fator chave, os corretores de dados exercem um papel estratégico ao fornecer informações úteis para marketing, vendas e tomada de decisões.
Corretores de informações são pesquisadores secundários que encontram informações sobre diversos temas, incluindo empresas (frequentemente concorrentes), mercados, pessoas e produtos. Seu papel inclui análise e síntese dos dados encontrados, Os corretores podem descobrir tudo o que conseguirem sobre uma pessoa na internet e combinar esses dados com informações de diversas outras fontes.
Corretores de informações às vezes se especializam em áreas específicas, como pesquisas de marketing, estatística ou dados científicos.
Os clientes dos corretores de informações abrangem uma ampla gama de setores e profissões, incluindo manufatura, instituições financeiras, partidos políticos, agências governamentais e historiadores. Organizações sem fins lucrativos podem se beneficiar das informações que ajudam a solicitar financiamentos via subsídios, e agentes imobiliários frequentemente usam os IB para realizar buscas sobre direitos de propriedade de terras. Publicidade, detecção de fraudes e redução de riscos são três razões comuns para o uso de corretores de dados, e essas são as três categorias abrangentes definidas pela Comissão Federal de Comércio.

## Artigos académicos
- GOULART, Guilherme Damasio. Por uma visão renovada dos arquivos de consumo. Revista de Direito do Consumidor, v. 107, p. 447 - 482, Set.-Out./2016.
- Peixoto, João Paulo; Teles, Eduardo (2015). Vigilância Electrónica, uma realidade desconhecida para a generalidade dos portugueses.

http://ssrn.com/author=2418006 